# Isabella di Francia (1242-1271)
Isabella di Francia (Martigues, 2 marzo 1242 – Hyères, 27 aprile 1271) è stata una principessa francese, regina consorte di Navarra dal 1258 al 1270.

## Origine

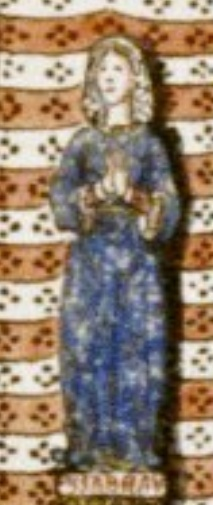
Isabella di Francia

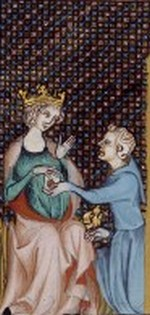
Isabella che riceve un messaggero da parte del padre, Luigi IX.

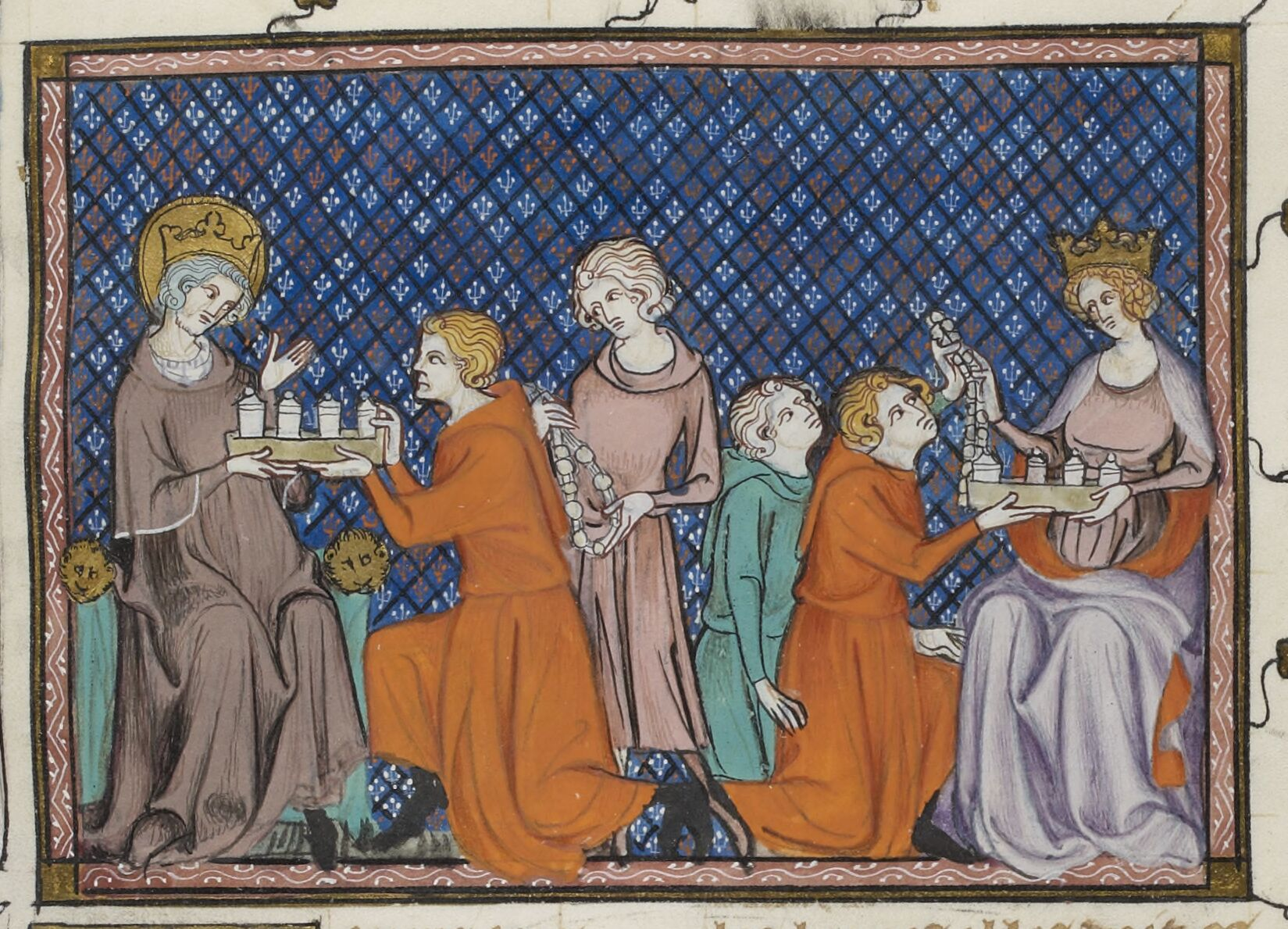
Luigi IX di Francia invia dei regali che la regina di Navarra, Isabella di Francia, riceve.

Isabella, secondo la Chronique anonyme des rois de France, era figlia del re di Francia, Luigi IX il Santo e di Margherita di Provenza, che, come riportato dal Vincentii Bellovacensis Memoriale Omnium Temporum era la figlia primogenita del conte di Provenza e conte di Forcalquier, Raimondo Berengario IV e della moglie (come risulta dalla cronaca del monaco benedettino inglese, cronista della storia inglese, Matteo Paris (1200 – 1259), quando descrive il matrimonio della figlia Eleonora con il re d'Inghilterra, Enrico III), Beatrice di Savoia (1206 – 1266), che, secondo il documento nº 49 del Peter der Zweite Graf von Savoyen, Markgraf in Italien, sein Haus und seine Lande, dello storico, Ludwig Wurstenberger, era figlia del Conte di Savoia, d'Aosta e di Moriana, Tommaso I (1177 – 1233) e della moglie, Beatrice Margherita di Ginevra (1180 – 1257), che secondo la Chronica Albrici Monachi Trium Fontium era figlia di Guglielmo I di Ginevra e di Margherita Béatrice di Faucigny.
Luigi IX il Santo era il quarto figlio del re di Francia, Luigi VIII e di Bianca di Castiglia, figlia del re di Castiglia Alfonso VIII e di Eleonora Plantageneta.

## Biografia
Secondo Ex brevi Chronico ecclesiæ S. Dionysii, Isabella nacque nel marzo del 1242, mentre ancora secondo la Chronique anonyme des rois de France, riporta che Isabella fosse la figlia primogenita di Luigi IX e di sua moglie Margherita, che poi avrebbe sposato il re di Navarra, nel 1255.
A Melun (Senna e Marna), il 6 aprile 1258, Isabella, sempre secondo la Chronique anonyme des rois de France sposò il re di Navarra Tebaldo II il Giovane e conte di Champagne (come Tebaldo V), che, secondo la cronaca di Alberic de Trois-Fontaines, era il figlio maschio primogenito di Tebaldo il Saggio, re di Navarra (Tebaldo I), conte di Champagne (Tebaldo IV) e conte di Brie, e della sua terza moglie Margherita di Borbone-Dampierre (†1256), che ancora secondo la cronaca di Alberic de Trois-Fontaines era la figlia secondogenita del signore di Borbone, Arcimbaldo VIII e di Guigone de Forez, figlia di Guido III Conte di Forez e della sua seconda moglie, Adelasia.
Il marito, Tebaldo II, divenne alleato e consigliere del suocero Luigi IX, che a sua volta intervenne spesso come arbitro nei problemi interni della Navarra e della contea di Champagne, ma soprattutto fu giudice nelle controversie di Tebaldo contro la sorella Margherita e suo marito, Federico III di Lorena, inerenti a contese tra la contea di Champagne ed il ducato di Lorena: secondo lo storico, Georges Poull, nel suo libro La Maison ducale de Lorraine (1994) (non consultato), subito dopo il matrimonio, Margherita rinunciò ad ogni diritto alla successione sulla contea di Champagne, a favore del fratello Tebaldo II, che, due anni prima, nel 1253, aveva ereditato la contea (Tebaldo V) assieme al regno di Navarra, (poi, nel 1273, rinnovò la medesima dichiarazione di rinuncia al diritto di successione sulla contea di Champagne, a favore del fratello Enrico il Grosso, che, nel 1270, era subentrato al fratello Tebaldo sia nella contea (Enrico III), che nel regno di Navarra (Enrico I)).
Nel luglio 1270, assieme al marito, Isabella si imbarcò per l'ottava crociata alla volta di Tunisi, dove Tebaldo si ammalò di dissenteria durante l'assedio della città. Durante il viaggio di ritorno, secondo le Cronache di Navarra (Crónicas navarras, in spagnolo) (non consultate), morì a Trapani, senza avere eredi legittimi, nel dicembre 1270 e fu tumulato a Provins nel convento dei Cordeliers (Ordine dei Frati Minori Conventuali); i necrologi della Cappella Saint-Blaise di Provins riportano il 4 dicembre 1270 la data della morte di Tebaldo (4 Dec. Ob. Theobaldus rex Navarre fundator noster).
Invece, secondo Giuseppe Maria Di Ferro, Tebaldo II fu sepolto nella Chiesa di San Domenico di Trapani.
Sempre secondo le Cronache di Navarra, Isabella proseguì il viaggio di ritorno, con le spoglie del marito, ma dopo essere approdata in Provenza, morì nelle vicinanze di Marsiglia, a Hyères, il 27 aprile 1271 e fu tumulata accanto al marito, Tebaldo II, a Provins nel convento dei Cordeliers (dell'Ordine dei Frati Minori Conventuali).
Invece, secondo le cronache italiane morì il 4 dicembre 1270 a Trapani, e lì fu tumulata insieme al marito, nella chiesa di San Domenico
Isabella non diede figli al marito Tebaldo II.

## Ascendenza
|                                    |                        |                           | Genitori                 |  |  | Nonni |  |  | Bisnonni              |  |  | Trisnonni            |  |
|                                    |                        |                           |                          |  |  |       |  |  | Filippo II di Francia |  |  | Luigi VII di Francia |  |
|                                    |                        |                           |                          |  |  |       |  |  | Filippo II di Francia |  |  | Luigi VII di Francia |  |
|                                    |                        | Adèle di Champagne        |                          |  |  |       |  |  | Filippo II di Francia |  |  |                      |  |
| Luigi VIII di Francia              |                        |                           |                          |  |  |       |  |  | Filippo II di Francia |  |  |                      |  |
|                                    |                        | Isabella di Hainaut       | Baldovino V di Hainaut   |  |  |       |  |  |                       |  |  |                      |  |
|                                    |                        | Isabella di Hainaut       | Baldovino V di Hainaut   |  |  |       |  |  |                       |  |  |                      |  |
|                                    |                        | Isabella di Hainaut       | Margherita I di Fiandra  |  |  |       |  |  |                       |  |  |                      |  |
| Luigi IX di Francia                |                        | Isabella di Hainaut       |                          |  |  |       |  |  |                       |  |  |                      |  |
|                                    |                        | Alfonso VIII di Castiglia | Sancho III di Castiglia  |  |  |       |  |  |                       |  |  |                      |  |
|                                    |                        | Alfonso VIII di Castiglia | Sancho III di Castiglia  |  |  |       |  |  |                       |  |  |                      |  |
|                                    |                        | Alfonso VIII di Castiglia | Bianca Garcés di Navarra |  |  |       |  |  |                       |  |  |                      |  |
| Bianca di Castiglia                |                        | Alfonso VIII di Castiglia |                          |  |  |       |  |  |                       |  |  |                      |  |
|                                    |                        | Eleonora d'Inghilterra    | Enrico II d'Inghilterra  |  |  |       |  |  |                       |  |  |                      |  |
|                                    |                        | Eleonora d'Inghilterra    | Enrico II d'Inghilterra  |  |  |       |  |  |                       |  |  |                      |  |
|                                    |                        | Eleonora d'Inghilterra    | Eleonora d'Aquitania     |  |  |       |  |  |                       |  |  |                      |  |
| Isabella di Francia                |                        | Eleonora d'Inghilterra    |                          |  |  |       |  |  |                       |  |  |                      |  |
|                                    | Alfonso II di Provenza | Alfonso II d'Aragona      |                          |  |  |       |  |  |                       |  |  |                      |  |
|                                    | Alfonso II di Provenza | Alfonso II d'Aragona      |                          |  |  |       |  |  |                       |  |  |                      |  |
|                                    | Alfonso II di Provenza | Sancha di Castiglia       |                          |  |  |       |  |  |                       |  |  |                      |  |
| Raimondo Berengario IV di Provenza | Alfonso II di Provenza |                           |                          |  |  |       |  |  |                       |  |  |                      |  |
|                                    |                        | Garsenda di Provenza      | Renier de Sabran         |  |  |       |  |  |                       |  |  |                      |  |
|                                    |                        | Garsenda di Provenza      | Renier de Sabran         |  |  |       |  |  |                       |  |  |                      |  |
|                                    |                        | Garsenda di Provenza      | Garsenda of Forcalquier  |  |  |       |  |  |                       |  |  |                      |  |
| Margherita di Provenza             |                        | Garsenda di Provenza      |                          |  |  |       |  |  |                       |  |  |                      |  |
|                                    |                        | Tommaso I di Savoia       | Umberto III di Savoia    |  |  |       |  |  |                       |  |  |                      |  |
|                                    |                        | Tommaso I di Savoia       | Umberto III di Savoia    |  |  |       |  |  |                       |  |  |                      |  |
|                                    |                        | Tommaso I di Savoia       | Beatrice di Mâcon        |  |  |       |  |  |                       |  |  |                      |  |
| Beatrice di Savoia                 |                        | Tommaso I di Savoia       |                          |  |  |       |  |  |                       |  |  |                      |  |
|                                    |                        | Margherita di Ginevra     | Guglielmo I di Ginevra   |  |  |       |  |  |                       |  |  |                      |  |
|                                    |                        | Margherita di Ginevra     | Guglielmo I di Ginevra   |  |  |       |  |  |                       |  |  |                      |  |
|                                    |                        | Margherita di Ginevra     | Beatrix di Faucigny      |  |  |       |  |  |                       |  |  |                      |  |
|                                    |                        | Margherita di Ginevra     |                          |  |  |       |  |  |                       |  |  |                      |  |

### Fonti primarie
- (LA)  Matthæi Parisiensis, monachi Sancti Albani, Chronica majora, vol I.
- (LA)  Matthæi Parisiensis, monachi Sancti Albani, Chronica majora, vol II.
- (LA)  Obituaires de la province de Sens. Tome I.1.
- (LA)  Obituaires de la province de Sens. Tome I.2.
- (LA)  Obituaires de la province de Sens. Tome 2.
- (FR)  Anales de la Corona de Aragon (Zaragoza), Tome I.
- (LA)  Monumenta Germanica Historica, tomus XXIII.
- (LA)  Monumenta Germaniae Historica, Scriptores, Tomus XXIV.
- (LA)  Peter der Zweite Graf von Savoyen, Markgraf in Italien, sein Haus und seine Lande.
- (LA)  Recueil des historiens des Gaules et de la France. Tome 23.
- (LA)  Recueil des historiens des Gaules et de la France. Tome 21.

### Letteratura storiografica
- Charles Petit-Dutaillis, Luigi IX il Santo, in «Storia del mondo medievale», vol. V, 1999, pp. 829–864.